# Kanton Saarburg
Der Kanton Saarburg (franz.: Canton de Sarrebourg) war eine von acht Verwaltungseinheiten, in die sich das Arrondissement Trier im Saardepartement gliederte. Der Kanton war in den Jahren 1798 bis 1814 Teil der Französischen Republik (1798–1804) und des Napoleonischen Kaiserreichs (1804–1814). Das Verwaltungsgebiet lag in den heutigen Landkreisen Trier-Saarburg (Rheinland-Pfalz) und Merzig-Wadern (Saarland).

## Geschichte
Vor der Besetzung des Linken Rheinufers im Ersten Koalitionskrieg (1794) gehörte der 1798 eingerichtete Verwaltungsbezirk des Kantons Saarburg hauptsächlich zum Kurfürstentum Trier, Wiltingen und Wincheringen gehörten zum Herzogtum Luxemburg, Freudenburg mit einigen umliegenden Dörfern war eine reichsunmittelbare Herrschaft, die der Abtei St. Maximin gehörte.
Von der französischen Direktorialregierung wurde 1798 die Verwaltung des Linken Rheinufers nach französischem Vorbild reorganisiert und damit u. a. eine Einteilung in Kantone übernommen. Die Kantone waren zugleich Friedensgerichtsbezirke. Der Kanton Saarburg gehörte zum Arrondissement Trier im Saardepartement.
Der Kanton war eingeteilt in sieben Mairies: Freudenburg, Irsch, Meurich, Perl, Saarburg, Sinz, Zerf.
Nachdem im Januar 1814 die Alliierten das Linke Rheinufer wieder in Besitz gebracht hatten, wurde im Februar 1814 das Saardepartement und damit auch der Kanton Saarburg Teil des provisorischen Generalgouvernements Mittelrhein. Nach dem Pariser Frieden vom Mai 1814 wurde dieses Generalgouvernement im Juni 1814 aufgeteilt, der rechts der Mosel liegende Kanton Saarburg wurde der neugebildeten Gemeinschaftlichen Landes-Administrations-Kommission zugeordnet, die unter der Verwaltung von Österreich und Bayern stand.
Abweichend von den auf dem Wiener Kongress getroffenen Vereinbarungen kam das Gebiet aufgrund des Pariser Protokolls vom 3. November 1815 mit Wirkung ab 1. Mai 1816 zum Königreich Preußen. Unter preußischer Hoheit ging der Kanton Saarburg in dem 1816 neu gebildeten Kreis Saarburg im Regierungsbezirk Trier auf, der von 1822 an zur Rheinprovinz gehörte.

## Gemeinden und Ortschaften
Nach amtlichen Tabellen aus den Jahren 1798/1799 gehörten zum Kanton Saarburg folgende Gemeinden und Ortschaften (in Klammern damalige Schreibweise in den französischsprachigen Tabellen):
Ayl, Baldringen, Beuren, Beurig (Beurich), Biebelhausen (Bibelhausen), Bilzingen, Berg, Butzdorf (Butschdorf), Dilmar (Dillmar), Esingen (Essingen), Faha, Freudenburg (Freudenbourg), Frommersbach (Frommesbach), Greimerath, Hamm, Helfant (Helfand), Hentern (Hentren), Irsch, Kahren (Cahren), Kastel (Castel), Kelsen, Keßlingen (Kesselingen), Kirf, Kollesleuken (Collesleucken), Körrig, Krutweiler (Crutweiler), Kümmern (Cumeren), Mannebach, Merzkirchen (Mertzkirch), Meurich (Meurig), Münzingen (Munzingen), Nennig, Niederleuken, Niederperl, Niedersehr (Niederseer), Niederzerf, Oberleuken, Oberperl, Obersehr (Oberseer), Oberzerf, Ockfen (Okfen), Palzem, Perdenbach (Patenbach), Portz, Rehlingen (Roehlingen), Rommelfangen, Saarburg (Sarrebourg), Schoden (Schuden), Serrig, Sehndorf (Sendorf), Sinz (Sintz), Südlingen (Siedlingen), Staadt, Taben, Tettingen, Trassem (Trasem) und Wies.